# فینال لیگ کونکاکاف ۲۰۲۲
فینال لیگ کونکاکاف ۲۰۲۲ بازی نهایی لیگ کونکاکاف ۲۰۲۲، ششمین دوره لیگ کونکاکاف، مسابقات فوتبال باشگاهی رده دوم بود که توسط کونکاکاف، نهاد حاکم منطقه‌ای آمریکای شمالی، آمریکای مرکزی و کارائیب، سازماندهی شده بود.
فینال این مسابقات به صورت رفت و برگشت بین تیم‌های المپیا از هندوراس و آلاخولنسه از کاستاریکا برگزار شد.
بازی رفت در ۲۶ اکتبر ۲۰۲۲ به میزبانی المپیا در ورزشگاه ناسیونال چلاتو اوکلس در تگوسیگالپا برگزار شد و بازی برگشت به میزبانی آلاخولنسه در ورزشگاه آلخاندرو مویررا سوتو در آلاخوئلا در ۲ نوامبر ۲۰۲۲ برگزار شد.

## تیم‌ها
| تیم       | منطقه                  | فینال‌های قبلی (پررنگ نشانه قهرمانی است) |
| --------- | ---------------------- | --------------------------------------- |
| المپیا    | آمریکای مرکزی (اونکاف) | ۱ (۲۰۱۷)                                |
| آلاخولنسه | آمریکای مرکزی (اونکاف) | ۱ (۲۰۲۰)                                |

|  |  |

## مسیر تا فینال
توجه: در تمام نتایج زیر، امتیاز فینالیست ابتدا ذکر شده است (H: میزبان؛ A: مهمان).
| المپیا    | المپیا  | المپیا  | المپیا  | مرحله             | آلاخولنسه    | آلاخولنسه | آلاخولنسه | آلاخولنسه |
| --------- | ------- | ------- | ------- | ----------------- | ------------ | --------- | --------- | --------- |
| حریف      | مج.     | رفت     | برگشت   | لیگ کونکاکاف ۲۰۲۲ | حریف         | مج.       | رفت       | برگشت     |
| استراحت   | استراحت | استراحت | استراحت | مرحله مقدماتی     | آگویلا       | ۴–۱       | ۱–۱ (A)   | ۳–۰ (H)   |
| مونیسیپال | ۳–۲     | ۲–۲ (A) | ۱–۰ (H) | یک‌هشتم نهایی      | آلیانسا      | ۶–۱       | ۵–۰ (H)   | ۱–۱ (A)   |
| دیریانگن  | ۷–۱     | ۰–۴ (A) | ۳–۱ (H) | یک‌چهارم نهایی     | آلیانسا      | ۳–۰       | ۰–۱ (A)   | ۲–۰ (H)   |
| موتاگوا   | ۱–۰     | ۰–۰ (A) | ۱–۰ (H) | نیمه نهایی        | رئال اسپانیا | ۵–۲       | ۰–۳ (A)   | ۲–۲ (H)   |

## فرمت
فینال به صورت رفت و برگشت برگزار شد و تیمی که در دوره‌های قبلی عملکرد بهتری داشت، میزبان بازی برگشت بود.
اگر نتیجه مجموع دو بازی بعد از بازی برگشت مساوی می‌شد، قانون گل زده در خانه حریف اعمال می‌شد و اگر باز هم مساوی بود، ضربات پنالتی برای تعیین برنده استفاده می‌شد.

### رتبه‌بندی عملکرد
| رتبه | تیم       | بازی | برد | مساوی | باخت | گل زده | گل خورده | گل تفاضل | امتیاز | میزبان     |
| ---- | --------- | ---- | --- | ----- | ---- | ------ | -------- | -------- | ------ | ---------- |
| ۱    | آلاخولنسه | ۶    | ۴   | ۲     | ۰    | ۱۴     | ۳        | ۱۱+      | ۱۴     | بازی برگشت |
| ۲    | المپیا    | ۶    | ۴   | ۲     | ۰    | ۱۱     | ۳        | ۸+       | ۱۴     | بازی رفت   |

## مسابقات

### بازی رفت
| المپیا                                 | ۳–۲   | آلاخولنسه                   |
| -------------------------------------- | ----- | --------------------------- |
| - پینتو ۱۲' - آلوارس ۴۷' - کیرینوس ۶۸' | گزارش | - ونگاس ۴۵+۴' - گونزالس ۸۴' |

| المپیا | آلاخولنسه |

### بازی برگشت
| آلاخولنسه                | ۲–۲   | المپیا                    |
| ------------------------ | ----- | ------------------------- |
| - سوارز ۳۵' - گامبوا ۴۰' | گزارش | - پینتو ۲۸' - آرائوخو ۸۷' |

| آلاخولنسه | المپیا |